# Patella rustica
Patella rustica és una espècie de mol·lusc gastròpode de la família Patellidae present a la mar Mediterrània, i al litoral atlàntic de la península Ibèrica.
Té la conquilla visiblement més elevada que altres espècies del mateix gènere, com Patella caerulea i Patella aspera, que són molt més aplanades. La cara externa és de color gris brut, amb nombroses costelles radials de la mateixa intensitat i bandes de creixement concèntriques. Sobre les costelles radials apareixen fileres de punts negres. La cara interna és llisa i de color groc iridescent amb unes 12-15 bandes radials marronoses. La trobarem a la zona de marees i un poc per damunt d'ella, localment freqüent en alguns llocs.
Reproducció
L'espècie té un cicle reproductor curt i només es reprodueix una vegada a l'any. Les gónades comencen a madurar a l'agost i assoleixen el seu màxim desenvolupament a final d'octubre i durant el novembre. La fresa es produeix coïncidint amb el primer temporal fort de tardor. La fecundació és externa i les larves passen per fase de trocòfora, velíger, pedivelíger i pedivelíger reptant abans d'assolir la capacitat per fixar-se al substrat i iniciar la metamorfosi.
Alimentació
Els juvenils i adults s'alimenten del biofilm que recobreix les roques, format per cianobacteris i propàguls d'algues. Les obtenen raspant amb la ràdula, una estructura que conté un dels biominerals més durs coneguts.